# Shea Salinas
Robert O’Shea „Shea“ Salinas (* 24. Juni 1986 in Lubbock) ist ein US-amerikanischer Fußballspieler, der meist als Mittelfeldspieler eingesetzt wird. Er steht derzeit bei den San José Earthquakes unter Vertrag.

## Karriere

### Jugend und Amateurfußball
Salinas ging nach seinem Highschool-Abschluss auf die Furman University. Während seiner Zeit dort spielte für die Fußballmannschaft seiner Universität, den Furman Paladins. Außerdem spielte er zur selben Zeit noch in der Premier Development League für die DFW Tornados und für Carolina Dynamo.

### Vereinskarriere
Salinas wurde als 1. Pick in der zweiten Runde des MLS SuperDraft 2008 von den San José Earthquakes gewählt. Am 3. April 2008 gab er sein Profidebüt gegen Los Angeles Galaxy. Bei der 3:2-Niederlage gegen die Kansas City Wizards erzielte er sein erstes Pflichtspieltor.
Durch die Teilnahme weiterer Mannschaften an der Major League Soccer wurden Expansion Drafts durchgeführt. Salinas wurde dabei innerhalb von zwei Jahren zweimal transferiert. Beim ersten Draft zu Philadelphia Union und beim zweiten Draft 2011 zu den Vancouver Whitecaps.
Nach der Saison 2011 wechselte Salinas für eine unbekannte Ablösesumme zurück zu den San José Earthquakes.